# Laird Cregar
Samuel Laird Cregar (Filadelfia, 28 luglio 1913 – Los Angeles, 9 dicembre 1944) è stato un attore statunitense.

## Biografia
Ultimo dei sei figli di Edward Matthews Cregar, celebre giocatore di cricket, e di Elizabeth Smith, dall'età di otto anni Laird Cregar fu educato in Inghilterra, dove frequentò il Winchester College e iniziò a recitare in ruoli di bambino con una compagnia teatrale di Stratford-upon-Avon.
Terminati gli studi, Cregar rientrò negli Stati Uniti e ottenne una borsa di studio presso la scuola di arte drammatica californiana Pasadena Playhouse, attirando l'attenzione dei talent scout di Hollywood grazie a un recital in cui impersonò lo scrittore Oscar Wilde.

## Il cinema
Dopo aver firmato un contratto con la Twentieth Century Fox, apparve nella versione cinematografica della commedia teatrale La zia di Carlo (1941) in cui impersonò Sir Francis Chesney. Con questo ruolo brillante, il ventottenne Cregar dimostrò grande abilità nell'incarnare un personaggio di mezza età, grazie alla costituzione fisica imponente, che lo faceva apparire più anziano di quanto fosse in realtà.

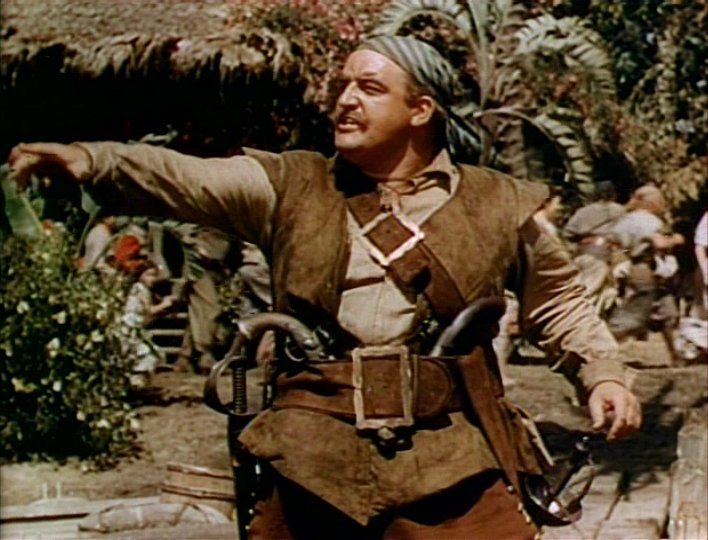
Laird Cregar nei panni di Sir Henry Morgan nel film Il cigno nero (1942)

Nello stesso anno apparve nel noir Situazione pericolosa (1941), in cui interpretò un sinistro detective psicopatico, a fianco di Victor Mature e Betty Grable. La sua versatilità gli permise di alternare ruoli in pellicole poliziesche come Il fuorilegge (1942), film che rivelò la coppia Alan Ladd-Veronica Lake, ad avventure in costume come Il cigno nero (1942), in cui impersonò il pirata Sir Henry Morgan, a commedie brillanti quali Il cielo può attendere (1943) di Ernst Lubitsch, che diresse Cregar nel mefistofelico ruolo di "Sua Eccellenza", al quale il protagonista (Don Ameche) si presenta, alle soglie dell'Inferno.
I suoi ultimi due grandi ruoli di villain furono quello dell'inquietante Mr. Slade ne Il pensionante (1944), remake dell'omonimo film muto diretto nel 1927 da Alfred Hitchcock e ispirato alla vicenda di Jack lo Squartatore, e quello del pianista schizofrenico George Harvey Bone nel thriller Nelle tenebre della metropoli (1945).
Afflitto dall'obesità, che lo aveva portato a pesare 130 chili, nel 1944 Cregar si sottopose a una drastica dieta alimentare, collegata all'assunzione di anfetamine, nel tentativo di ridurre il peso eccessivo e di rinnovare la propria immagine. Nel suo ultimo film, Nelle tenebre della metropoli, l'attore apparve dimagrito di circa 40 chili, ma la severità della dieta fu fatale al suo metabolismo: pochi giorni dopo aver subito un intervento chirurgico allo stomaco, Cregar morì improvvisamente per un attacco di cuore il 9 dicembre 1944, all'età di 31 anni. È sepolto al Forest Lawn Memorial Park di Los Angeles.

## Filmografia
- Oh Johnny, How You Can Love, regia di Charles Lamont (1940)
- Granny Get Your Gun, regia di George Amy (1940) (non accreditato)
- La baia di Hudson (Hudson's Bay), regia di Irving Pichel (1941)
- Sangue e arena (Blood and Sand), regia di Rouben Mamoulian (1941)
- La zia di Carlo (Charley's Aunt), regia di Archie L. Mayo (1941)
- Situazione pericolosa (I Wake Up Screaming), regia di H. Bruce Humberstone (1941)
- L'ora del destino (Joan of Paris), regia di Robert Stevenson (1942)
- Ragazze che sognano (Rings on Her Fingers), regia di Rouben Mamoulian (1942)
- Il fuorilegge (This Gun for Hire), regia di Frank Tuttle (1942)
- I cavalieri azzurri (Ten Gentlemen from West Point), regia di Henry Hathaway (1942)
- Il cigno nero (The Black Swan), regia di Henry King (1942)
- Vecchia San Francisco (Hello, Frisco Hello), regia di H. Bruce Humberstone (1943)
- Il cielo può attendere (Heaven Can Wait), regia di Ernst Lubitsch (1943)
- Marito a sorpresa (Holy Matrimony), regia di John M. Stahl (1943)
- Il pensionante (The Lodger), regia di John Brahm (1944)
- Nelle tenebre della metropoli (Hangover Square), regia di John Brahm (1945)

## Doppiatori italiani
Nelle versioni in italiano dei suoi film, Laird Cregar è stato doppiato da:
- Carlo Romano in Sangue e arena, Ragazze che sognano, Il fuorilegge, Il cigno nero, Nelle tenebre della metropoli
- Vinicio Sofia in Situazione pericolosa
- Gaetano Verna in Il cielo può attendere
- Vittorio Di Prima in Il cigno nero (ridoppiaggio)